# Бахмутский колледж искусств имени Ивана Карабица
Бахмутский колледж искусств имени Ивана Карабица (укр. Бахмутський коледж мистецтв імені Івана Карабиця; до 2016 года — Артёмовское музыкальное училище имени Ивана Карабица) — высшее учебное заведение в городе Бахмут Донецкой области. Директор — Паржицкий Вячеслав Вячеславович.

## История
Основано в 1903 году, когда в городе Бахмут Екатеринославской губернии по приказу Министерства Внутренних дел Российской Империи были открыты музыкальные курсы выпускницей Венской консерватории Адель Мерейнес.
Среди известных выпускников — композитор Иван Карабиц, имя которого училище носит с 2004 года, певец и композитор Евгений Мартынов, композитор Николай Стецюн, солистки Одесской филармонии, Народная артистка Украины, доцент Одесской музыкальной академии им. А. В. Неждановой Лариса Стадниченко (Усенко) и профессор ОГМА им. А. В. Неждановой, Заслуженная артистка Украины Наталья Ютеш, народный депутат Украины VII созыва Валентин Зубов, профессора НМАУ им. П. И. Чайковского Виктор Дженков и Евгения Черказова, Заслуженный деятель искусств Украины, профессор ЛНУ Т. Шевченко Инна Сташевская, академик Российской академии естествознания, профессор Ростовской государственной консерватории Александр Селицкий, профессор ДГПУ Анатолий Роздимаха, профессора ДГМА им. С. Прокофьева Виктор Олейник, Татьяна Рязанцева, Вадим Алендарёв, Валерий Аверин, писатель и поэтесса Татьяна Куштевская, также Юрий Мартынов, эстрадный композитор Сергей Бондаренко, Игорь Демарин, Инеш (Кдырова), известные актеры и оперные певцы Виталий Власов и Николай Ворвулёв, исполнитель и композитор Артём Нижник, Заслуженный деятель эстрадного искусства Украины Денис Глущенко, Заслуженный артист Украины Всеволод Шекита и др.
В 2019 году завершился ремонт основного корпуса колледжа. Из областного бюджета на капитальный ремонт корпуса было выделено 15,1 млн гривен.
В декабре 2022 здание колледжа было частично разрушено в ходе обстрелов города.